# Israël op de Olympische Zomerspelen 1972

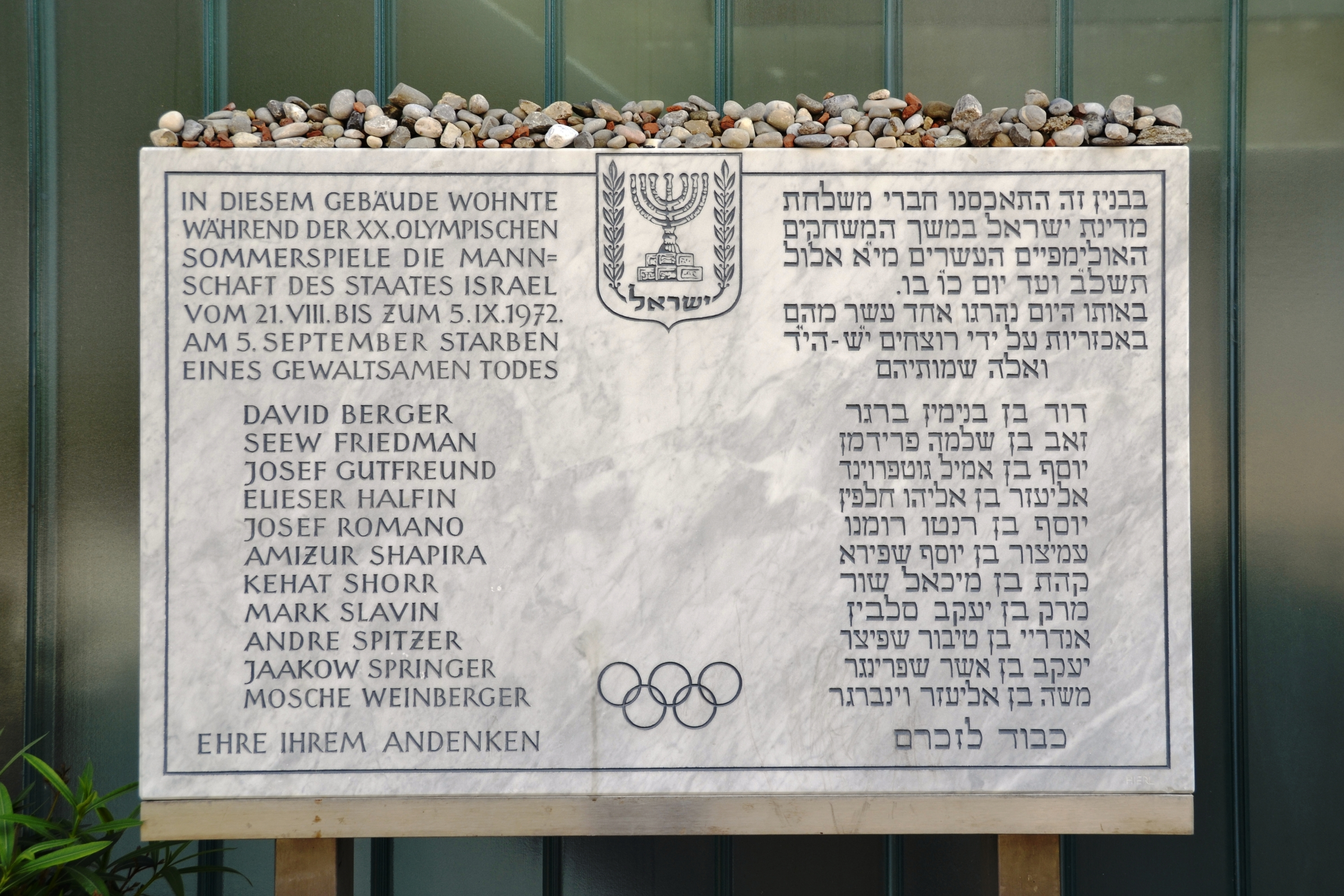
Een plaquette aan het appartement waar het bloedbad plaatshad.

Israël nam deel aan de Olympische Zomerspelen van 1972 in München. De Spelen in München begonnen op 26 augustus. Elf leden van de delegatie uit Israël werden in de nacht van 4 op 5 september door leden van de Palestijnse terreurbeweging Zwarte September gegijzeld. Onder deze elf waren er geen overlevenden: vijf atleten, twee officials en vier trainers werden vermoord. De delegatie verliet een dag later de Spelen. Deze gebeurtenis staat bekend als het bloedbad van München.

## Vermoord
- David Mark Berger 1944
- Zeev Friedman 1944
- Josef Gutfreund 1931
- Eliezer Halfin 1948
- Josef Romano 1940
- Amitzur Shapira 1945
- Kehat Shorr 1932
- Mark Slavin 1919
- Andre Spitzer 1954
- Yakov Springer 1921
- Moshe Weinberg 1939

## Deelnemers en resultaten
(m) = mannen, (v) = vrouwen 

### Atletiek
| Olympiër          | Onderdeel             | Resultaat | Prestatie                                                                       |
| ----------------- | --------------------- | --------- | ------------------------------------------------------------------------------- |
| Shaul Ladani      | 50km snelwandelen (m) | 19e       | 4:24.38,6                                                                       |
|                   |                       |           |                                                                                 |
| Esther Shahamorov | 100m (v)              | 9e        | serie 2: 1ste in 11,45 kwartfinale 1: 4de in 11,46 halve finale 2: 5de in 11,49 |
| Esther Shahamorov | 100m horden (v)       | DNF       | serie 1: 4de in 13,17 halve finale 2: niet gestart                              |

### Gewichtheffen
| Olympiër       | Onderdeel   | Resultaat | Prestatie                                                                             |
| -------------- | ----------- | --------- | ------------------------------------------------------------------------------------- |
| Ze'ev Friedman | -56kg (m)   | 12e       | duwen: 18de met 102,5kg trekken: 7de met 102,5kg stoten: 11de met 125kg totaal: 330kg |
| Yossef Romano  | -75kg (m)   | DNF       | duwen: geen geldige poging                                                            |
| David Berger   | -82,5kg (m) | DNF       | duwen: 19de met 132,5kg trekken: 15de met 122,5kg stoten: geen geldige poging         |

### Schermen
| Olympiër           | Onderdeel  | Resultaat | Prestatie                                                                              |
| ------------------ | ---------- | --------- | -------------------------------------------------------------------------------------- |
| Dan Alon           | floret (m) | 25e       | 1ste ronde groep D: 4de met 3 overwinningen 2de ronde groep A: 5de met 1 overwinning   |
| Yehuda Weisenstein | floret (m) | 36e       | 1ste ronde groep B: 4de met 2 overwinningen 2de ronde groep F: 6de met 1 overwinningen |

### Schietsport
| Olympiër         | Onderdeel              | Resultaat | Prestatie                         |
| ---------------- | ---------------------- | --------- | --------------------------------- |
| Henry Herscovici | 50m geweer 3 houdingen | 46e       | 1114 punten: (394-345-375)        |
| Henry Herscovici | 50m geweer liggend     | 46e       | 593 punten: (100-99-97-98-100-99) |
| Zelig Shtroch    | 50m geweer liggend     | r57e      | 589 punten: (96-98-97-100-99-99)  |

### Worstelen
| Olympiër       | Onderdeel   | Resultaat   | Prestatie                                                                            |
| Vrije stijl    | Vrije stijl | Vrije stijl | Vrije stijl                                                                          |
| -------------- | ----------- | ----------- | ------------------------------------------------------------------------------------ |
| Gad Tsobari    | -48kg (m)   | 14e         | 1ste ronde: V van HUN Laták 2de ronde: V van BUL Nikolov                             |
| Eliezer Halfin | -68kg (m)   | 15e         | 1ste ronde: V van TUR Şahin 2de ronde: W van IND Singh 3de ronde: V van HUN Rusznyák |
| Grieks-Romeins |             |             |                                                                                      |
| Mark Slavin    | -82kg (m)   | DNS         | niet gestart                                                                         |

### Zeilen
| Olympiër                 | Onderdeel       | Resultaat | Prestatie                           |
| ------------------------ | --------------- | --------- | ----------------------------------- |
| Yair Michaeli Itzhak Nir | flying dutchman | 26e       | 171 punten: (28-22-22-19-25-19-DNS) |

### Zwemmen
| Olympiër    | Onderdeel           | Resultaat | Prestatie                |
| ----------- | ------------------- | --------- | ------------------------ |
| Shlomit Nir | 100m schoolslag (v) | 34e       | serie 1: 8ste in 1.20,90 |
| Shlomit Nir | 200m schoolslag (v) | 32e       | serie 3: 6de in 2.53,60  |

## Scheidsrechters en juryleden
Namens Israël waren twee scheidsrechters/juryleden afgevaardigd. Beiden waren slachtoffer van de gijzeling en kwamen om.
- Josef Gutfreund † - worstelen
- Yakov Springer † - gewichtheffen

## Overige gedelegeerden
De volgende trainers en overige officials waren onderdeel van de Israëlische delegatie:
- Itzhac Aldubi
- Eliyahn Friedlender
- Shmuel Lalkin - chef de mission
- Duel Parrack
- Michael Micha Samban
- Amitzur Shapira † - coach, atletiek
- Kehat Shorr † - coach, schietsport
- Tuvia Sokolovsky - coach, gewichtheffen
- Andre Spitzer † - coach, schermen
- Josef Szwec
- Kurt Weigl
- Moshe Weinberg † - coach, worstelen

Afghanistan · Albanië · Algerije · Amerikaanse Maagdeneilanden · Argentinië · Australië · Bahama's · Barbados · België · Bermuda · Birma · Bolivia · Bondsrepubliek Duitsland · Brazilië · Brits-Honduras · Bulgarije · Canada · Ceylon · Chili · Colombia · Congo-Brazzaville · Costa Rica · Cuba · Dahomey · Denemarken · Dominicaanse Republiek · Duitse Democratische Republiek · Ecuador · Egypte · El Salvador · Ethiopië · Fiji · Filipijnen · Finland · Frankrijk · Gabon · Ghana · Griekenland · Groot-Brittannië · Guatemala · Guyana · Haïti · Hongarije · Hongkong · Ierland · IJsland · India · Indonesië · Iran · Israël · Italië · Ivoorkust · Jamaica · Japan · Joegoslavië · Kameroen · Kenia · Khmerrepubliek · Koeweit · Lesotho · Libanon · Liberia · Liechtenstein · Luxemburg · Madagaskar · Malawi · Maleisië · Mali · Malta · Marokko · Mexico · Monaco · Mongolië · Nederland · Nederlandse Antillen · Nepal · Nicaragua · Nieuw-Zeeland · Niger · Nigeria · Noord-Korea · Noorwegen · Oeganda · Oostenrijk · Opper-Volta · Pakistan · Panama · Paraguay · Peru · Polen · Portugal · Puerto Rico · Roemenië · San Marino · Saoedi-Arabië · Senegal · Singapore · Soedan · Somalië · Sovjet-Unie · Spanje · Suriname · Swaziland · Syrië · Taiwan · Tanzania · Thailand · Togo · Trinidad en Tobago · Tsjaad · Tsjecho-Slowakije · Tunesië · Turkije · Uruguay · Venezuela · Verenigde Staten · Vietnam · Zambia · Zuid-Korea · Zweden · Zwitserland